# Segerflagga över Reichstag

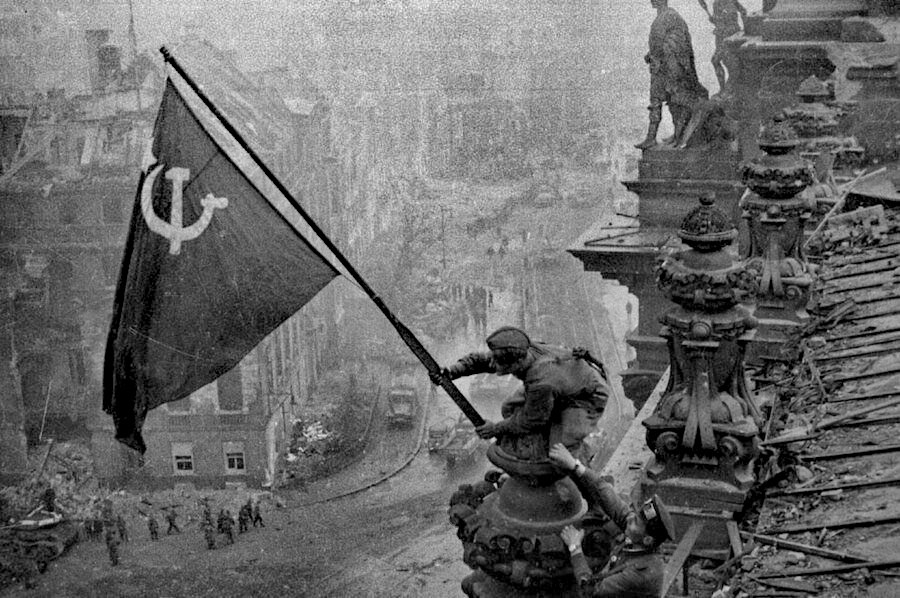
Segerflagga över Reichstag, av Yevgeny Khaldei.

Segerflagga över Reichstag (ryska: Знамя Победы над Рейхстагом) är ett världsberömt och symboliskt fotografi från andra världskriget, taget under slaget om Berlin den 2 maj 1945. På fotografiet syns en sovjetisk soldat placera Sovjetunionens flagga över riksdagshuset i Berlin. Fotografiet spreds snabbt i världen och publicerades av tusentals tidningar. Det betraktas som en av de mest betydelsefulla bilderna från andra världskriget och blev tidigt en symbol för den sovjetiska segern över Nazityskland. Fotot är taget av Jevgenij Khaldei (Ukraina).

## Bakgrund
Den 2 maj 1945 klättrade Khaldei upp för Riksdagsbyggnaden. Vid sin sida bar han en stor flagga av tre bordsdukar, som hans farbror hade sytt åt honom för just detta ändamål. Fotografiet iscensattes av fyra personer, inklusive Khaldei själv. Den som fäste flaggan var den 18-årige menige Kovalev från Kazakstan. De två andra på bilden är Abdulkhakim Ismailov från Dagestan och Leonid Gorychev (ibland nämnd som Aleksei Goryachev) från Minsk. Fotografiet är taget med en Leica III mätsökarkamera.